# Jedermannrennen

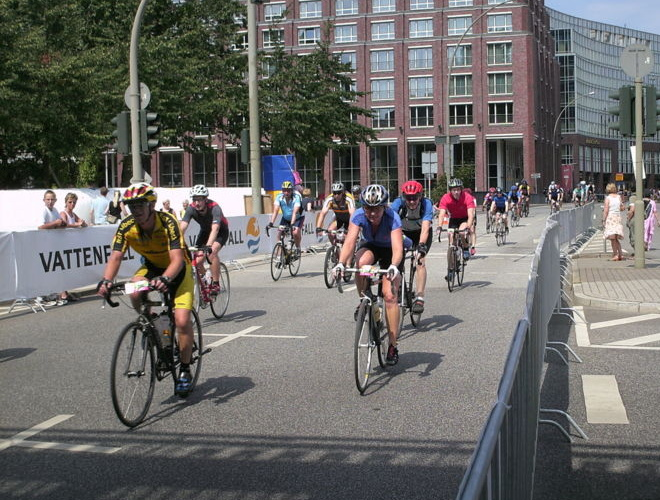
Jedermannrennen bei den Vattenfall Cyclassics 2006

Ein Jedermannrennen ist ein Wettkampf, an dem man ohne formale Zulassungsvoraussetzungen wie etwa Lizenzen, Ranglistenplätze und/oder Einladungen teilnehmen kann. Eine Teilnahme an einem solchen Wettkampf steht grundsätzlich jedem ohne solche Voraussetzungen offen, sofern er die oft notwendigen Teilnahmegebühren im Vorfeld entrichtet.
Abzugrenzen sind die Jedermannrennen von Radtouristikfahrten, denen der Wettkampfcharakter fehlt.

## Entstehung
Die Geschichte der Jedermannrennen ist eng mit der „beschränkter“ Wettkämpfe verbunden: Wenn man davon ausgeht, dass früher grundsätzlich jeder Wettkampf jedem willigen Teilnehmer offenstand, so wurde durch Einführung von Teilnahmeauflagen (Lizenzen und/oder Einladungen) eine Grenze zu den Jedermannrennen gezogen.
Bekannteste Erfordernisse sind etwa Rennlizenzen (im Motorsport, Radsport oder in der Leichtathletik), herausragende vorherige Ergebnisse zur Teilnahme an Einladungsrennen (wobei sich der Veranstalter hier die konkrete Auswahl vorbehalten kann) oder Positionen in einer Rangliste, die zur Wettkampfteilnahme berechtigen (etwa Weltranglisten im Tennis).
Diese Beschränkungen können auch zusammentreffen, etwa bei der Tour de France, zu der die Veranstalter Mannschaften einladen, die wiederum Fahrer stellen müssen, die über die erforderliche Lizenz verfügen.

## Reglements
Persönliche Beschränkungen: Bei vielen Jedermannrennen wird zur Wahrung des sportlichen Niveaus darauf geachtet, Teilnehmer mit einer Qualifikation für die anspruchsvolleren „geschlossenen“ Rennen, also etwa Inhaber einer Lizenz, nicht zuzulassen. Teilweise werden Altersbeschränkungen aufgestellt, die jedoch nur für die Teilnahme von Minderjährigen gelten.
Dingliche Beschränkungen: Hinsichtlich des verwendeten Materials gibt es Vorschriften, die auch bei den „beschränkten“ Rennen gelten, so beispielsweise die Verwendung bestimmter Kraftstoffe (beim Motorsport) oder bestimmter Anbauten (beim Radsport).

## Charakter
Jedermannrennen haben oft einen volksfestähnlichen Charakter, da hier aufgrund der breitensportlichen Ausrichtung weder Eintrittsgelder von Zuschauern verlangt noch sportliche Höchstleistungen erwartet werden. „Dabei sein ist alles“ lautet oft die Devise, weshalb bei diesen Wettkämpfen oft das persönliche Erlebnis über dem sportlichen Ergebnis steht.
Mittlerweile aber haben Jedermannrennen schon charakterliche Züge eines Profirennens angenommen, welche sich nicht nur in der Geschwindigkeit eines Rennens widerspiegelt, sondern vor allem auch den organisatorischen Leistungen eines Veranstalters enorm viel abverlangt.
Es gibt mehrere Streckenlängen, um dem Leistungswillen und -vermögen gerecht zu werden. Auf je einer Strecke werden mehrere Startblöcke eingeteilt mit Startzeiten in großem Abstand. Die Fahrer eines Blocks haben also alle ein ähnliches Leistungsniveau. Dieses Niveau ermittelt der Veranstalter aus dem Vorjahreswert. So wird auch das Unfallrisiko verringert.

## Große Jedermannrennen

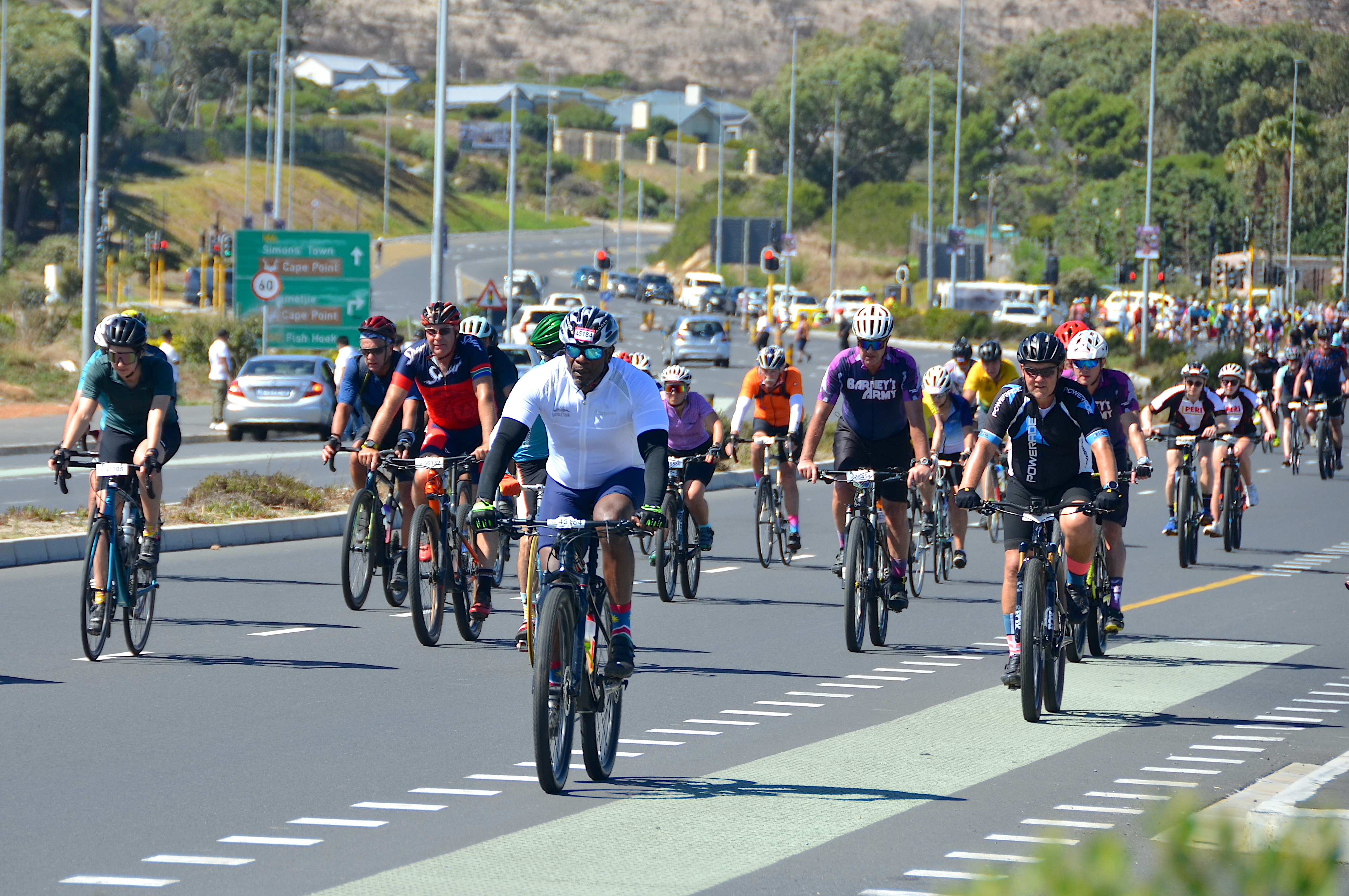
Cape Town Cycle Tour 2024

Viele der Wettkämpfe, die nicht von Verbänden ausgerichtet werden, bieten auch ein Jedermannrennen an. Bei den meisten privat organisierten Veranstaltungen wird dieses am gleichen Tag des Einladungsrennens veranstaltet, wobei die eingeladenen Teilnehmer vor oder nach der Masse des Jedermannrennens starten.
Jedermannrennen finden mit unterschiedlichsten Teilnehmerzahlen und verschiedensten Hintergründen statt. Zu den großen Jedermannrennen zählen etwa der New-York-City-Marathon mit 50.000 Teilnehmern (2014), das weltgrößte Radrennen, die Cape Town Cycle Tour (bis 2014 Cape Argus Pick'N'Pay Cycletour) in Kapstadt, Südafrika mit etwa 34.000 Teilnehmern (2015), die Cyclassics Hamburg (ehemals Vattenfall Cyclassics) als Europas größtes Radsportevent für Jedermänner mit 22.000 Teilnehmern (2008) oder auch Original-Etappen der Tour de France.
Der German Cycling Cup ist die größte deutsche Rennserie für Jedermannrennen mit 25.000 Buchungen, die der Bund Deutscher Radfahrer und der Verband Deutscher Radrennveranstalter veranstalten. Die Veranstaltung wird jedoch 2025 nicht fortgeführt. Die weitere Zukunft ist ungewiss.

## Rechtslage beim Unfall
Seit Jedermannrennen ausgetragen werden und auch in der Beliebtheit dem klassischen Lizenzrennen den Rang ablaufen, gibt es auch Diskussionen und unklare Rechtsauffassungen bei eventuellen Unfällen in Verbindung mit Sachbeschädigung und/oder Eingriff in die körperliche Unversehrtheit eines anderen Fahrers.
Bei Nicht-Lizenz-Rennen bewegt man sich nicht im sportrechtlichen, sondern im privatrechtlichen Bereich. Wenn es nach solchen Unfällen zu einer Anklage kommt und es entsprechende Beweise und/oder Zeugen gibt, kann es auch zu einem Gerichtsverfahren kommen. So wurde zum Beispiel der Verursacher eines Sturzes mit mehreren Verletzten und einem Toten beim Jedermannrennen der Radsporttage in Gippingen 2014 vom Bezirksgericht Zurzach zu einer 12-monatigen Freiheitsstrafe zur Bewährung verurteilt, aber im Berufungsverfahren vor dem Aargauer Obergericht wieder freigesprochen. Der Freispruch wurde vom Bundesgericht bestätigt.